# Meckenbeuren (stacja kolejowa)
Meckenbeuren – stacja kolejowa w centrum Meckenbeuren, w kraju związkowym Badenia-Wirtembergia, w Niemczech. Posiada 2 perony.
| Meckenbeuren                         |  |                          |
| Linia Süd (Württemberg)              |  |                          |
| Ravensburg-Oberzellodległość: 6,4 km |  | Kehlen odległość: 2,1 km |